# Zugvogel hadművelet
A Zugvogel hadművelet egy német katonai akció volt a második világháborúban, amelynek célja egy  meteorológiai állomás működtetése volt az északi-sarki területen.

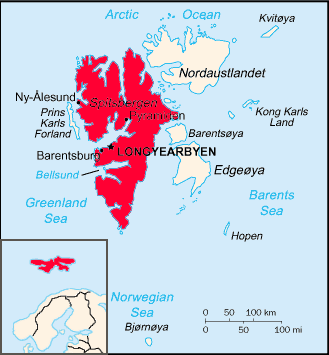
A Spitzbergák térképe

A második világháborúban szembenálló feleknek létfontosságú volt, hogy pontos időjárási előrejelzésekhez jussanak. Az Északnyugat-Európa és Skandinávia időjárását meghatározó meteorológiai rendszerek általában nyugatról, északnyugatról érkeznek, ezért a legjobban a sarki területeken – Grönland, Jan Mayen-sziget, Izland, Spitzbergák – működő állomások tudják előrejelezni a változásokat. A németek számára elengedhetetlen volt, hogy megbízható meteorológiai jelentésekhez jussanak a térségből. Különös értéke lett ebből a szempontból a Spitzbergáknak.
A németek a Zugvogel állomás felállításával a Spitzbergák nyugati részéről szándékoztak megbízható előrejelzéseket kapni. Úgy döntöttek, hogy a Spitzbergák és Grönland között munkába állítanak egy meteorológiai megfigyeléseket végző hajót. A Wuppertal, kódnevén Zugvogel 1944. november 21-én  futott ki Narvikból. Kapitánya Rudolf Schönfeld volt, a legénység 16 tengerészből állt. A hajót az U–965 kísérte. A Zugvogel november végén érte el állomáshelyét, és december 1-jén megkezdte a jelentések sugárzását.
Január 14-én a berendezések hibája miatt a hajó beszüntette az előrejelzések küldését, majd másnap motorhibát jelentett. A hajó ezután nem adott hírt magáról, eltűnt a tomboló viharban. A keresésére kiküldött két tengeralattjáró, az U–739-es és az U–992 sem találta meg, és hasonlóan eredménytelenül végződött a légi kutatás is. A legénység valamennyi tagja a tengerbe veszett.